# Sergio Fernández González
Pour les articles homonymes, voir Sergio Fernández.
Sergio Fernández González dit Sergio est un footballeur espagnol, né le 23 mai 1977 à Avilés en Espagne. Il évolue au poste de défenseur central.

## Palmarès

### Clubs
- Celta de Vigo
  - Vainqueur de la Coupe Intertoto : 2000
  - Finaliste de la Coupe d'Espagne : 2001